# Brigada
Brigada (russisch Бригада Brigada, deutsch ‚Die Brigade‘) ist eine russische Mini-Fernsehserie aus dem Jahr 2002. Sie beschreibt die kriminelle Karriere eines jungen Russen und seiner Freunde beginnend mit dem ungewollten Einstieg in die Illegalität bis zur erfolgreichen Wahl des Mafiabosses in die Duma. Gleichzeitig reflektiert die Handlung die Entwicklung Russlands von 1989 bis 2001. Die Erstausstrahlung begann 2002. „Brigada“ entwickelte sich zu einer unter Jugendlichen und jungen Erwachsenen sehr populären Fernsehserie. Sie war mit einem Budget von 200.000 USD je Episode nach Darstellung der Produktionsfirma Awatar Film die teuerste Fernsehserie, die je in Russland hergestellt wurde. Man drehte an 350 verschiedenen Orten, einschließlich des Weißen Hauses in Moskau. In der Serie gibt es 110 Charakterrollen.

## Handlung
Der junge Alexander Below kehrt 1989 nach dem Wehrdienst in Afghanistan nach Moskau heim. In den zwei Jahren seiner Abwesenheit hat sich im Zuge der Perestroika viel im Land verändert. Seine Freundin ist inzwischen mit dem aufstrebenden Kleingangster Mucha liiert. Auch zwei seiner drei besten Freunde Fil, Kosmos und Ptschjola („Biene“) haben sich entschieden, durch Schutzgelderpressung Geld zu verdienen, und versuchen zunächst erfolglos, auch Alexander zum Mitmachen zu überreden. Nach einem Eifersuchtsdrama eskaliert die Situation zwischen Alexander und Mucha. Als Letzterer schließlich in einem Tumult gewaltsam ums Leben kommt, schiebt der korrupte Polizist Kawerin die Schuld Alexander zu, der fortan als Mörder gesucht wird. Durch allerlei Manipulation auf hoher Ebene (Kosmos' Vater verfügt über gute Beziehungen zu wichtigen Personen) wird die Situation für Alexander schließlich entschärft; allerdings muss er für zwei Jahre untertauchen und beginnt eine kriminelle Karriere.
Im Laufe der folgenden Jahre bauen die Freunde unter Alexanders Führung mit viel Geschick ihre illegalen Machenschaften aus, übernehmen durch Betrug und Erpressung eine Import-Export-Firma und schwelgen in Reichtum. Dabei muss sich „die Brigade“ immer wieder, oft auf blutige Art, gegen Konkurrenz in der Unterwelt behaupten. Alexander plant nicht zuletzt wegen seiner Frau Olga die Legalisierung der Geschäfte und knüpft Kontakte zu einem hohen Politiker. Aber auch der FSB wird auf die Bande aufmerksam. Um nicht festgenommen zu werden, geht Alexander 1994 auf die Forderung eines FSB-Agenten ein, Waffen in großer Anzahl an Milizen in Tschetschenien zu liefern. Dabei muss er schließlich mit Kawerin kooperieren, der seine Position als Polizist verloren hat, und der seitdem mit viel Raffinesse selber die kriminelle Karriereleiter hinaufsteigt. 1995 bricht der Krieg in Tschetschenien aus.
Als Below schließlich erfährt, dass Kawerin für dessen Mordbeschuldigung im Jahre 1989 verantwortlich ist, spitzt sich die Feindschaft zwischen beiden zu. Sie endet zunächst mit dem vermeintlichen Tode Kawerins. Kawerin tritt jedoch wieder als Kandidat für die Wahlen zur Staatsduma 1999 in Erscheinung. Below entscheidet, ebenfalls zu kandidieren. Nach einem schmutzigen Wahlkampf wird Alexander zum knappen Sieger. Kawerin schickt daraufhin in kalter Wut einen Killer zur Party Belows am Wahlabend, der Kosmos, Ptschjola, Fil und dessen Frau brutal mit einem Kampfmesser tötet.
Below entscheidet sich trotz der ihm offenstehenden Karriere als Politiker und gegen den Rat aller Freunde dafür, Rache an Kawerin zu üben. Er täuscht den eigenen Tod vor. Kawerin und dessen Leute wiegen sich daraufhin in Sicherheit und werden von Alexander erschossen. Olga und ihr Sohn emigrieren nach Amerika. Below bleibt zurück, um seine Familie nicht in Gefahr zu bringen.

## Resonanz
Die Fernsehserie stieß auf ungeheure Resonanz unter dem jüngeren russischen Publikum. Zahlreiche Fanseiten existieren im Internet. Das Titelthema wurde mehr als einmal in der Popmusik verarbeitet. Es existiert auch ein Computerspiel.
Die Serie erhielt folgende Auszeichnungen:
- 2003 – TEFI (Preis der russischen nationalen Fernsehakademie) in der Kategorie Beste Fernsehserie[5]
- 2003 – Goldener Adler (Preis der russischen Akademie der Filmkunst) in der Kategorie Beste Fernsehserie[6]